# Deelstaten van Micronesië

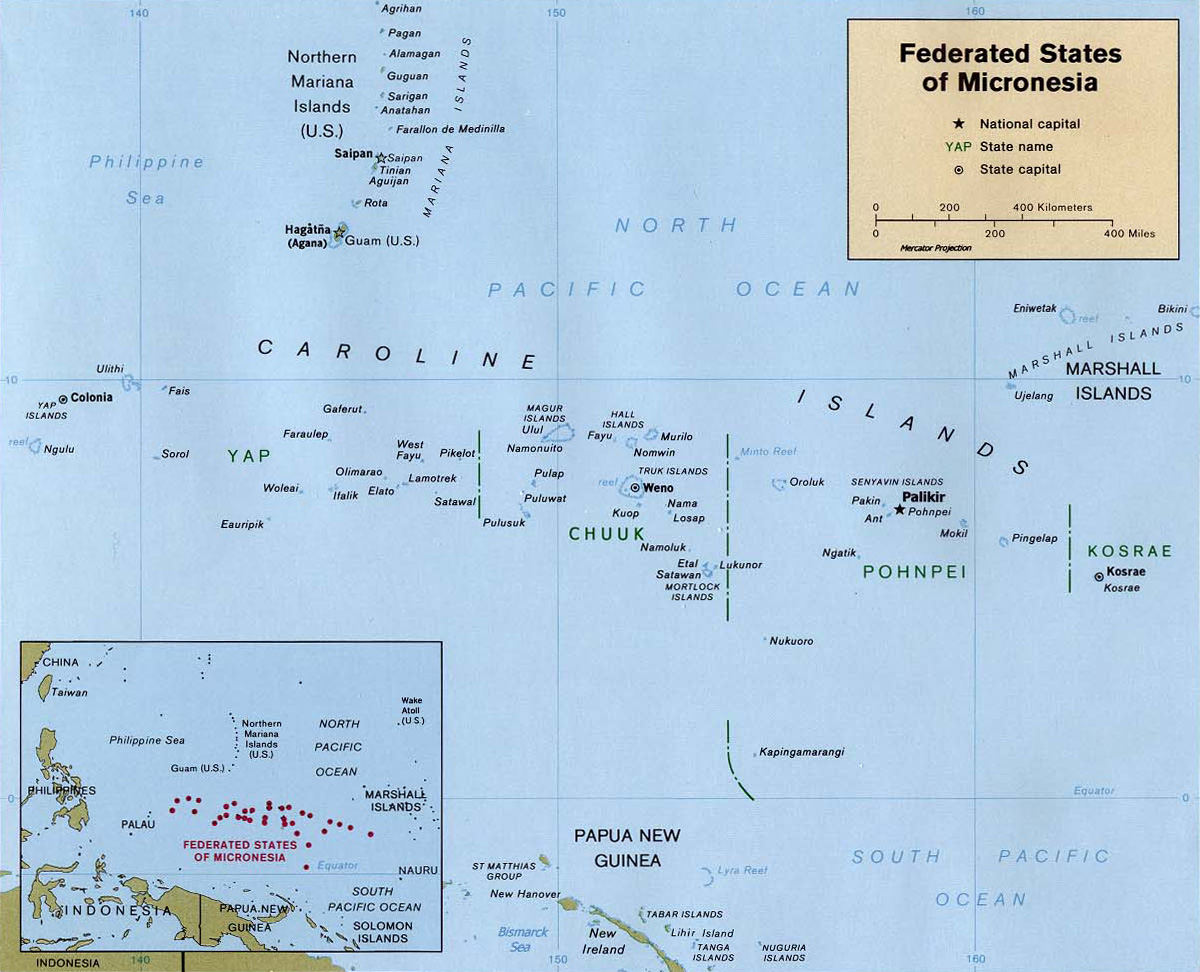
Deelstaten van Micronesia

Micronesië is een federatie bestaande uit vier deelstaten:
- Chuuk
- Kosrae
- Pohnpei
- Yap

Elk van deze staten heeft een eigen grondwet, een eigen parlement, een eigen regering en een eigen vlag. De deelstaten zijn verder ingedeeld in gemeenten.